# Estapedectomia
Estapedectomia é um procedimento cirúrgico realizado no ouvido médio com o intuito de melhorar a audição. Nessa cirurgia, parte do estribo (ou todo ele) é substituída por uma prótese, normalmente de teflon.
A primeira estapedectomia do mundo é creditada ao Dr. John J. Shea Jr. que a performou em maio de 1956 numa dona de casa que não podia ouvir mais, mesmo com um aparelho auditivo.